# Haudiomont
Haudiomont est une commune française située dans le département de la Meuse, en région Grand Est.

## Géographie

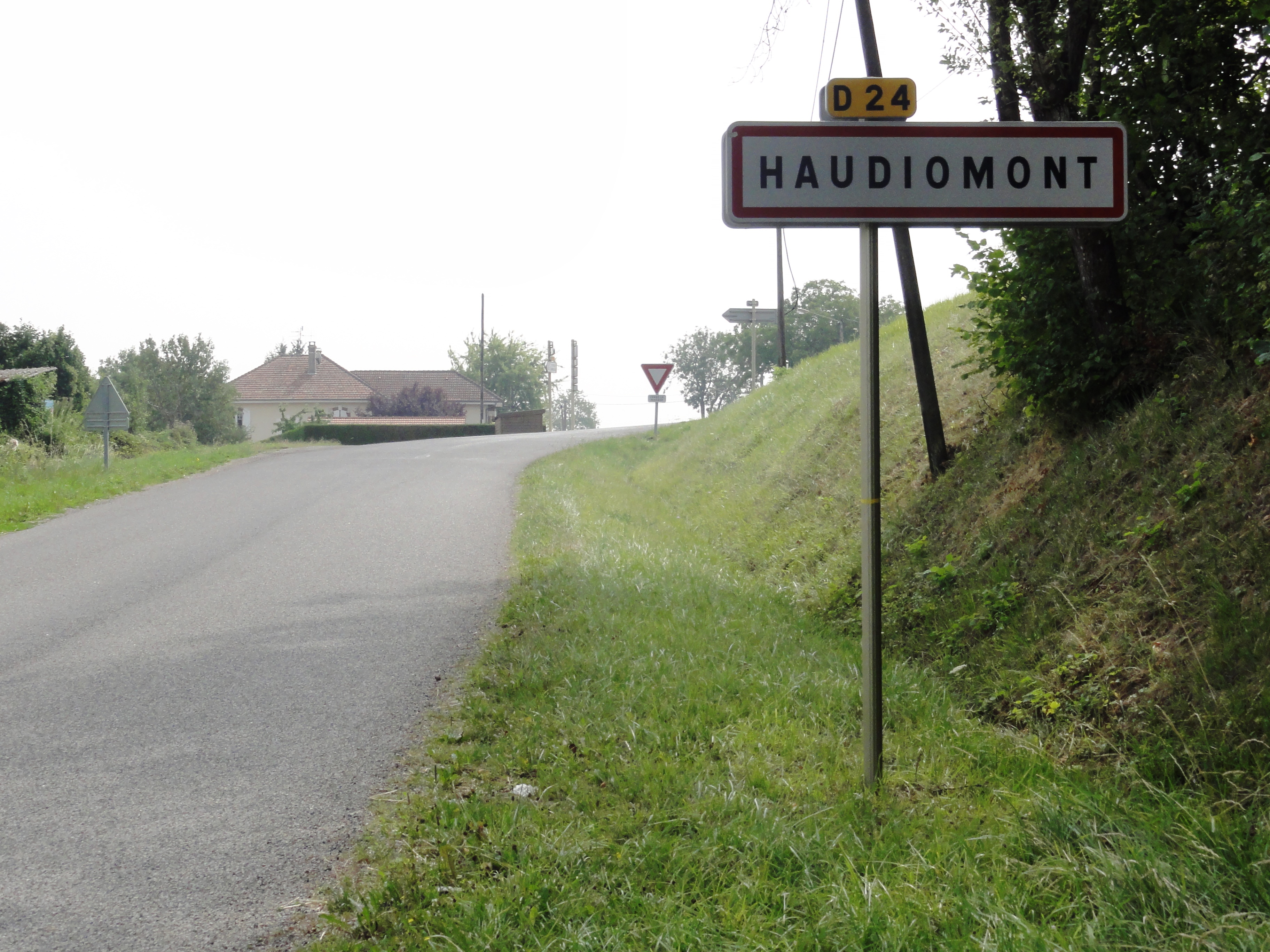
Entrée d'Haudiomont.

La commune fait partie du parc naturel régional de Lorraine.
| Ronvaux | Ronvaux    | Ville-en-Woëvre |
| Ronvaux | Haudiomont | Manheulles      |
|         | Manheulles | Manheulles      |

### Hydrographie

#### Réseau hydrographique
La commune est traversée par la ligne de partage des eaux entre les bassins versants du Rhin et de la Meuse au sein du bassin Rhin-Meuse. Elle est drainée par le ru Braquemis et le ruisseau d'Haudiomont,.
Le ru Braquemis, d'une longueur de 12 km, prend sa source dans la commune de Ronvaux et se jette  dans l'Orne à Buzy-Darmont, après avoir traversé huit communes. 

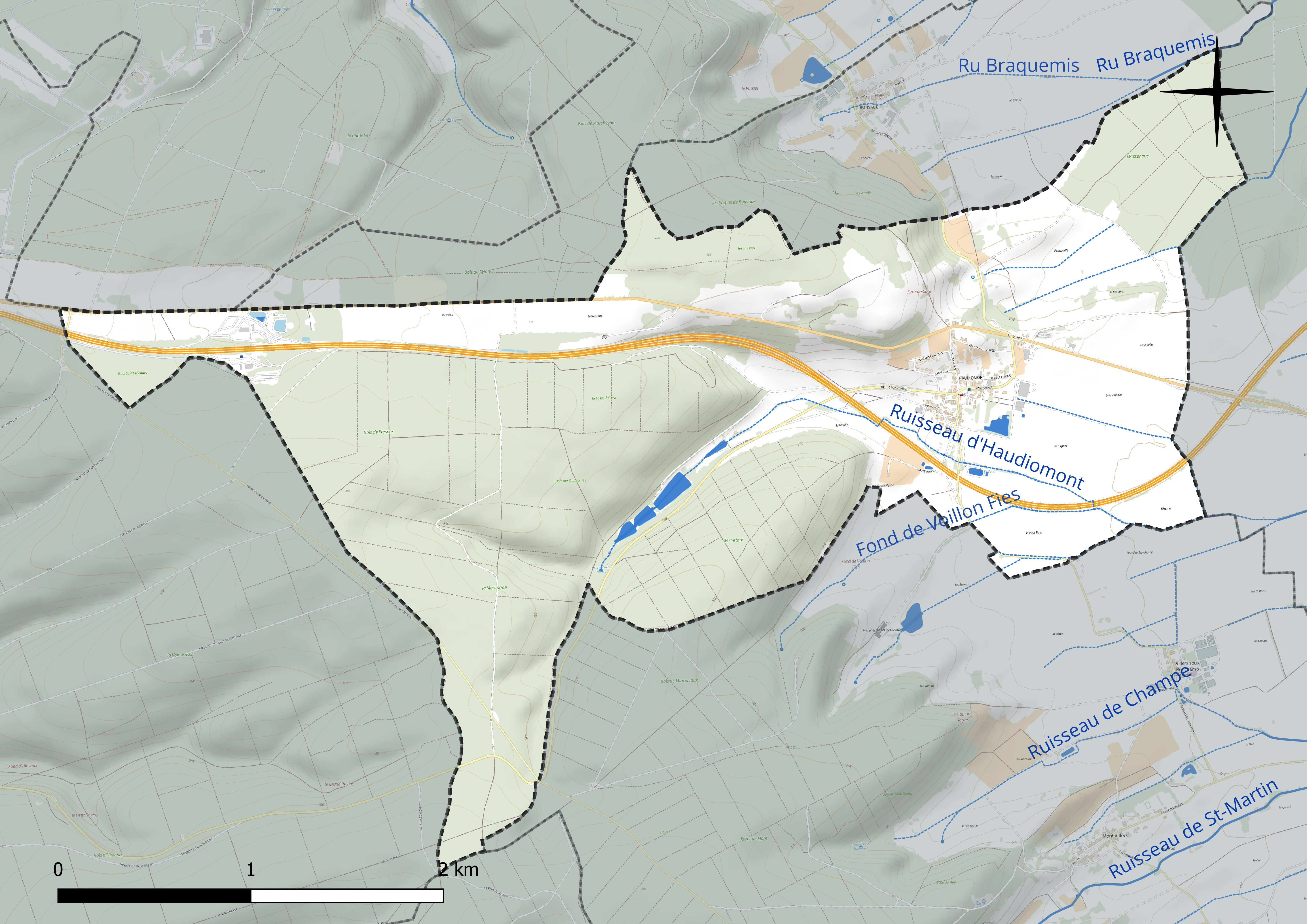
Réseau hydrographique d'Haudiomont.

#### Gestion et qualité des eaux
Le territoire communal est couvert par le schéma d'aménagement et de gestion des eaux (SAGE) « Bassin ferrifère ». Ce document de planification concerne le périmètre des anciennes galeries des mines de fer, des aquifères et des bassins versants hydrographiques associés qui s’étend sur 2 418 km2. Les bassins versants concernés sont celui de la Chiers en amont de la confluence avec l'Othain, et ses affluents (la Crusnes, la Pienne, l'Othain), celui de l'Orne et ses affluents et celui de la Fensch, le Veymerange, la Kiesel et les parties françaises du bassin versant de l'Alzette et de ses affluents (Kaylbach, ruisseau de Volmerange). Il a été approuvé le 27 mars 2015. La structure porteuse de l'élaboration et de la mise en œuvre est la région Grand Est. 
La qualité des cours d’eau peut être consultée sur un site spécial géré par les agences de l’eau et l’Agence française pour la biodiversité. 

### Climat
Pour des articles plus généraux, voir Climat du Grand Est et Climat de la Meuse.
En 2010, le climat de la commune est de type climat de montagne, selon une étude du Centre national de la recherche scientifique s'appuyant sur une série de données couvrant la période 1971-2000. En 2020, Météo-France publie une typologie des climats de la France métropolitaine dans laquelle la commune est exposée à un climat océanique altéré et est dans la région climatique  Lorraine, plateau de Langres, Morvan, caractérisée par un hiver rude (1,5 °C), des vents modérés et des brouillards fréquents en automne et hiver. 
Pour la période 1971-2000, la température annuelle moyenne est de 9,5 °C, avec une amplitude thermique annuelle de 16,2 °C. Le cumul annuel moyen de précipitations est de 949 mm, avec 13,6 jours de précipitations en janvier et 9,5 jours en juillet. Pour la période 1991-2020, la température moyenne annuelle observée sur la station météorologique de Météo-France la plus proche, « Bonzée_sapc », sur la commune de Bonzée à 3 km à vol d'oiseau, est de 10,6 °C et le cumul annuel moyen de précipitations est de 783,7 mm. 
La température maximale relevée sur cette station est de 40,6 °C, atteinte le 24 juillet 2019 ; la température minimale est de −17,3 °C, atteinte le 7 février 2012,,. 
Les paramètres climatiques de la commune ont été estimés pour le milieu du siècle (2041-2070) selon différents scénarios d'émission de gaz à effet de serre à partir des nouvelles projections climatiques de référence DRIAS-2020. Ils sont consultables sur un site spécial publié par Météo-France en novembre 2022.

## Urbanisme

### Typologie
Au 1er janvier 2024, Haudiomont est catégorisée commune rurale à habitat dispersé, selon la nouvelle grille communale de densité à sept niveaux définie par l'Insee en 2022.
Elle est située hors unité urbaine. Par ailleurs la commune fait partie de l'aire d'attraction de Verdun, dont elle est une commune de la couronne,. Cette aire, qui regroupe 103 communes, est catégorisée dans les aires de moins de 50 000 habitants,.

### Occupation des sols
L'occupation des sols de la commune, telle qu'elle ressort de la base de données européenne d’occupation biophysique des sols Corine Land Cover (CLC), est marquée par l'importance des forêts et milieux semi-naturels (52,9 % en 2018), en diminution par rapport à 1990 (54,3 %). La répartition détaillée en 2018 est la suivante : 
forêts (52,9 %), terres arables (31,5 %), prairies (7,1 %), zones urbanisées (3,3 %), zones industrielles ou commerciales et réseaux de communication (3 %), cultures permanentes (2,2 %). L'évolution de l’occupation des sols de la commune et de ses infrastructures peut être observée sur les différentes représentations cartographiques du territoire : la carte de Cassini (XVIIIe siècle), la carte d'état-major (1820-1866) et les cartes ou photos aériennes de l'IGN pour la période actuelle (1950 à aujourd'hui).

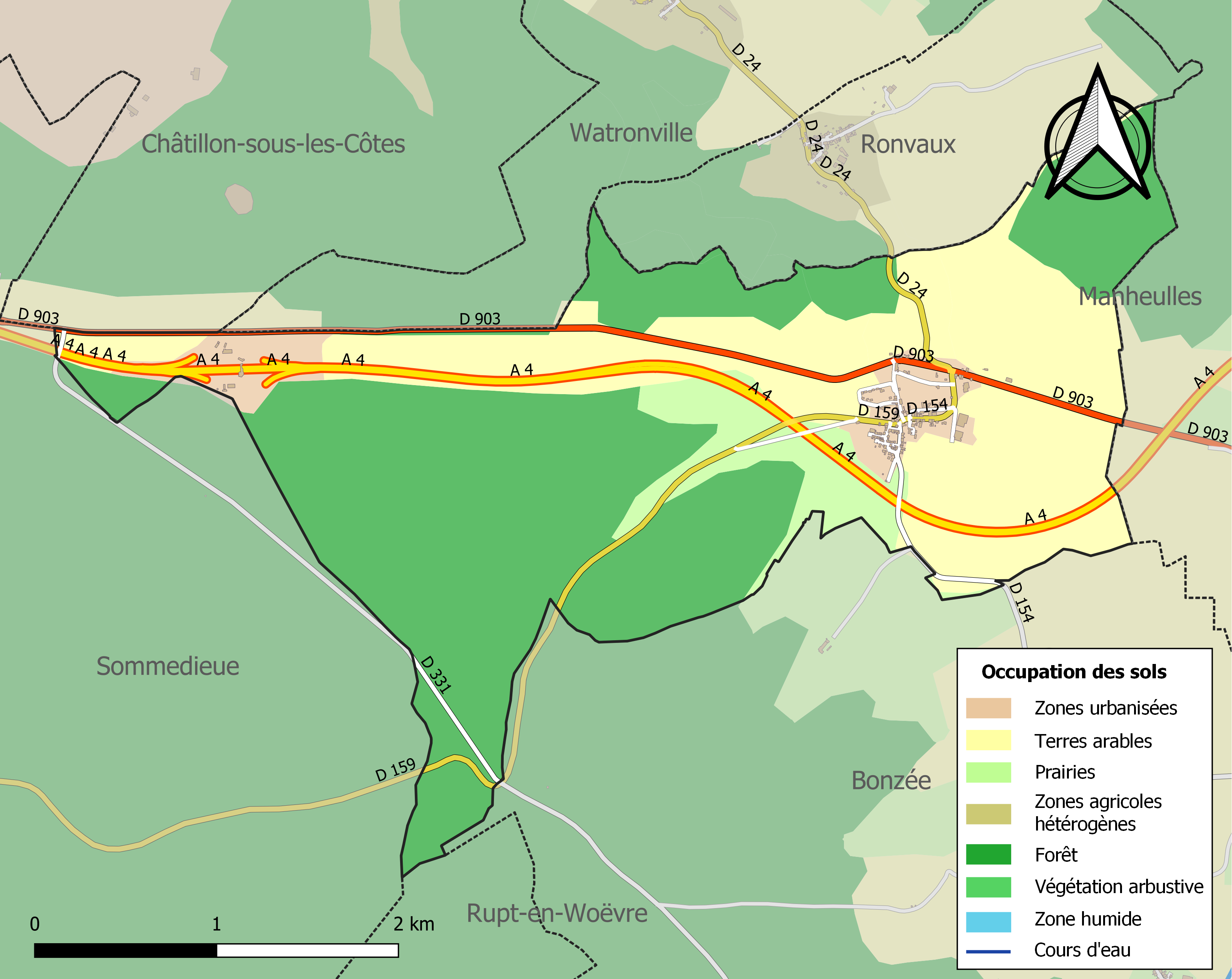
Carte des infrastructures et de l'occupation des sols de la commune en 2018 (CLC).

## Toponymie
Le nom de la localité est attesté sous les formes Houdion-Mont (1249) ; Houdioumont (1252) ; Houdyomont (1332) ; Hodyomont (1494) ; Hauldiomont (1538) ; Hodiomont (1549) ; Haudiaumont (1700) ; Hodiaumont (1743).

## Histoire
Le 11 juin 1940 132e RIF combat farouchement les Allemands à Bezonvaux, à Haudiomont et sur l’axe Moulin-Neuf-Saint-Julien.

## Politique et administration
| Période                                  | Période  | Identité       | Étiquette | Qualité     |
| ---------------------------------------- | -------- | -------------- | --------- | ----------- |
| Les données manquantes sont à compléter. |          |                |           |             |
| avant 1988                               | ?        | Jean Voisin    | PS        |             |
| mars 2001                                | mai 2020 | Bernard Ducros | FN        |             |
| mai 2020                                 | En cours | Eric Parant    |           | Agriculteur |

## Population et société

### Démographie
L'évolution du nombre d'habitants est connue à travers les recensements de la population effectués dans la commune depuis 1793. Pour les communes de moins de 10 000 habitants, une enquête de recensement portant sur toute la population est réalisée tous les cinq ans, les populations de référence des années intermédiaires étant quant à elles estimées par interpolation ou extrapolation. Pour la commune, le premier recensement exhaustif entrant dans le cadre du nouveau dispositif a été réalisé en 2005.

En 2022, la commune comptait 232 habitants, en évolution de +5,45 % par rapport à 2016 (Meuse : −4,4 %, France hors Mayotte : +2,11 %).
| 1793 | 1800 | 1806 | 1821 | 1831 | 1836 | 1841 | 1846 | 1851 |
| ---- | ---- | ---- | ---- | ---- | ---- | ---- | ---- | ---- |
| 403  | 474  | 526  | 508  | 664  | 670  | 642  | 682  | 673  |

| 1856 | 1861 | 1866 | 1872 | 1876 | 1881 | 1886 | 1891 | 1896 |
| ---- | ---- | ---- | ---- | ---- | ---- | ---- | ---- | ---- |
| 603  | 655  | 634  | 612  | 613  | 588  | 571  | 591  | 542  |

| 1901 | 1906 | 1911 | 1921 | 1926 | 1931 | 1936 | 1946 | 1954 |
| ---- | ---- | ---- | ---- | ---- | ---- | ---- | ---- | ---- |
| 530  | 518  | 477  | 241  | 344  | 287  | 290  | 286  | 231  |

| 1962 | 1968 | 1975 | 1982 | 1990 | 1999 | 2005 | 2006 | 2010 |
| ---- | ---- | ---- | ---- | ---- | ---- | ---- | ---- | ---- |
| 273  | 275  | 258  | 200  | 187  | 213  | 221  | 223  | 235  |

| 2015 | 2020 | 2022 | - | - | - | - | - | - |
| ---- | ---- | ---- | - | - | - | - | - | - |
| 223  | 232  | 232  | - | - | - | - | - | - |

## Culture locale et patrimoine

### Lieux et monuments

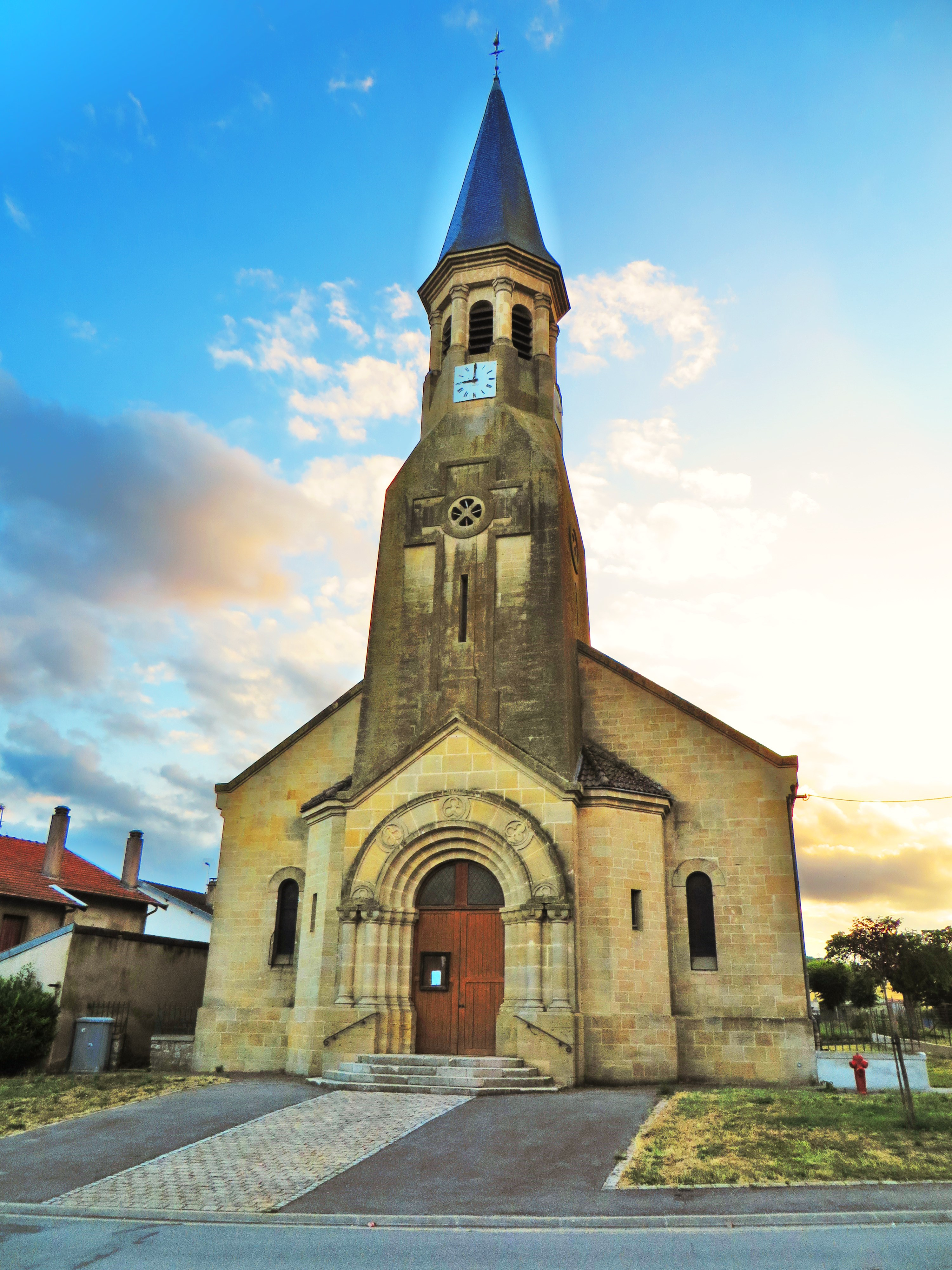
L'église Saint-Urbain.

- L'église Saint-Urbain, première de 1623, reconstruite en 1926. L'église est décorée avec des peintures murales et des vitraux.
- Le Carré militaire au cimetière communal, où sont enterrés 12 français morts pour la France.
- Monument aux morts.
- Lavoir.

### Héraldique, logotype et devise
| Blason de Haudiomont | Blason  | D'azur, chargée : en chef, d'une tour d'or, maçonnée de sable, ouverte et ajourée du champ, accostée à dextre d'une croix papale et à senestre d'une gouge passée en sautoir avec un maillet de sculpteur, les trois d'argent et en pointe, d'un couronne d'épines d'or également. Ornements extérieursDeux Pampres, tigés de tanné, feuillés de sinople et fruités d'or, passés en sautoir. Croix de guerre 1914 1918. |
| Blason de Haudiomont | Détails | - La tour d'or évoque le fief constitué par la maison forte dont l'aile ouest subsiste. Jacquemin de Montry en était seigneur en 1457. AU XVIIe siècle, les Lavaulx, seigneurs d'Haudiomont, portaient " de sable, à trois tours d'argent, 2 et 1". - L'azur, l'or et l'argent des meubles rappellent les armes de l'évêché de Verdun : "D'azur à la crosse épiscopale d'or à dextre et l'épée haute d'argent garnie d'or à senestre, accompagnées de trois clous d'argent." Cet évêché était jadis le suzerain du village. - La croix papale est celle d'Urbain (222-230) auquel est vouée l'église détruite en 1916 et reconstruite en 1926. - Le couronne d'épines d'or est celle des bénédictins de Saint Vanne (a) ; ici elle représente le prieuré dépendant de cet abbaye créé en 1107 au lieu-dit "Paul-Croix". Ce hameau a été totalement détruit en 1914-1918. - Le maillet et la gouge illustrent la présence, sur le ban, d'une carrière de calcaire blanc, apprécié pour la sculpture ; il aurait été utilisé pour les autels et les décorations de la cathédrale de Verdun. - Les pampres rappellent les vignobles qui s'étendaient sur les pentes bien exposées d'Haudiomont jusqu'à la fin du XIXe siècle. Création Robert LOUIS et Dominique LACORDE, membres du Comité Lorrain d’Héraldique, utilisée de fait par la commune depuis le 19 mars 2021, Monsieur Éric PARANT, étant maire. |

## Voiraussi